# نوچیلیا
نوچیلیا (به ایتالیایی: Nociglia) یک کومونه در ایتالیا است که در استان لچه واقع شده‌است. نوچیلیا ۱۰ کیلومتر مربع مساحت و ۲٬۵۱۸ نفر جمعیت دارد و ۱۰۲ متر بالاتر از سطح دریا واقع شده‌است.